# Oreopanax costaricensis
Oreopanax costaricensis är en araliaväxtart som beskrevs av Élie Marchal. Oreopanax costaricensis ingår i släktet Oreopanax och familjen Araliaceae. Inga underarter finns listade.